# هيمامايلان
هيمامايلان هي مدينة في الفلبين، تقع في نيغروس أوتشيدنتال، بلغ عدد سكانها 106,880  نسمة وذلك حسب إحصائيات سنة 2015، تبلغ مساحتها 367.04 كيلومتر مربع، رمزها البريدي هو 6108.

## الموقع
تشترك في الحدود مع:
- كابانكالان
- Binalbagan [الإنجليزية]‏.

## أعلام
- ريان سيرمونا
- رولاندو بوهول